# كريس تورنر (لاعب كرة قدم مواليد 1990)
كريس تورنر (بالإنجليزية: Chris Turner)‏ هو لاعب كرة قدم بريطاني في مركز نصف الجناح، ولد في 26 أغسطس 1990 في بيرنلي في المملكة المتحدة. لعب مع نادي أكرينغتون ستانلي ونادي بارسكو ونادي بارو.

## وصلات خارجية
- كريس تورنر (لاعب كرة قدم مواليد 1990) على موقع قاعدة بيانات كرة القدم.إي يو (الإنجليزية)
- كريس تورنر (لاعب كرة قدم مواليد 1990) على موقع Soccerbase.com (لاعب) (الإنجليزية)